# Uatchitodon
Uatchitodon is een geslacht van uitgestorven reptielen uit het Laat-Trias, die alleen bekend zijn van losse tanden. Op basis van de structuur van de tanden was Uatchitodon waarschijnlijk een vleesetende archosauromorf. Geplooide groeven op de tanden geven aan dat het dier waarschijnlijk giftig was, waarbij de groeven kanalen waren voor speekselgif. De tanden zijn vergelijkbaar met die van levende giftige Squamata zoals Heloderma en giftige slangen. Uatchitodon is het vroegst bekende giftige reptiel.

## Beschrijving en soort
Het geslacht werd voor het eerst benoemd in 1991 in het tijdschrift Nature met de beschrijving van de typesoort U. kroehleri door Hans-Dieter Sues. U. kroehleri is bekend van verschillende tanden, gevonden in het vroege Midden-Carnien in de Turkey Branchformatie van de Newark-supergroep in Virginia, ontdekt in de Tomahawk-regio. De tanden zijn gemiddeld ongeveer een centimeter lang. De tandkroon is sterk labiolinguaal, overdwars, samengedrukt, teruggebogen en gekarteld langs zowel de voorste als de achterste randen. De kartels worden gevormd uit individuele tandjes, die elk verder getand zijn. Op zowel het labiale (buitenste) als het linguale (binnenste) oppervlak van de tand bevindt zich een diepe centrale groef die in de lengterichting loopt. De groeven vormen diepe instulpingen die de binnenste pulpaholte van de tand vernauwen. De groeven bereiken de punt van de tand niet.
Een enkele tand uit de Petrified Forest Formation van de Chinle Group uit het Laat-Trias, gevonden in de Placerias Quarry in St. Johns, is geïdentificeerd als een van Uatchitodon. Hij is iets jonger dan de tanden van U. kroehleri, gevonden in Virginia. Gif geleidende tanden werden voor het eerst opgemerkt in de Placerias-steengroeve in de jaren 1980, maar ze werden pas in 1992 geïnterpreteerd als behorend tot Uatchitodon. De tand, bekend als MNA V3680, verschilt van die van U. kroehleri doordat de groeven volledig zijn omsloten en buizen vormen in de tanden. Er zijn vage groeven bij de naden die deze buizen omsluiten. De buizen, die vermoedelijk gifkanalen zijn, eindigen bij uitstroomopeningen nabij de punt van de kroon. MNA V3680 is het vroegste voorbeeld van een lid van de Tetrapoda met volledig omsloten tandkanalen voor het toedienen van gif in de bek, die tegenwoordig kenmerkend zijn voor de koraalslangachtigen.
MNA V3680, samen met verschillende andere tanden uit de Cumnockformatie nabij Raleigh, vertegenwoordigt een tweede soort Uatchitodon, U. schneideri. Deze soort, hoewel erkend sinds 1996, bleef naamloos tot 2010. U. schneideri werd benoemd ter ere van Vince Schneider van het North Carolina Museum of Natural Sciences. De holotype-tand, bekend als NCSM 24753, werd gevonden op een vindplaats die NCPALEO 1906 wordt genoemd, samen met vele andere tanden en niet-gecatalogiseerde fragmenten. NCPALEO 1906, beter bekend als de Moncure-microvertebratenvindplaats, werd ontdekt en opgegraven door Schneider.
De tanden van de Moncurevindplaats zijn vergelijkbaar met MNA V3680, omdat ze allemaal ingesloten gifkanalen hebben die aan de uiteinden van de tanden uitkomen. De tanden van U. schneideri kunnen worden onderscheiden van die van U. kroehleri door omsluiting van de kanalen en een geringere mate van labiolinguale samendrukking.

## Paleobiologie
De buisvormige gifkanalen van U. schneideri zijn vergelijkbaar met die in de tanden van giftige slangen, terwijl de gegroefde tanden van U. kroehleri vergelijkbaar zijn met die van levende gilamonsters. De tanden van U. kroehleri in de Tomahawk-regio zijn ouder dan die van U. schneideri in de Moncure-vindplaats en de Placerias-groeve, wat suggereert dat de gegroefde tanden van U. kroehleri zich ontwikkelden tot de buisvormige tanden van U. schneideri. Een soortgelijke overgang zou hebben plaatsgevonden bij slangen. De vroegste gifslangen verschenen in het Mioceen met volledig gevormde buisvormige tanden, maar er is geen fossiel bewijs van eerdere slangen met gegroefde tanden. Bij de ontwikkeling van levende gifslangen hebben de hoektanden echter open groeven voordat ze uitkomen.
De groeven van U. kroehleri kunnen erop wijzen dat hij een levensstijl had die vergelijkbaar was met het huidige gilamonster, op de prooi kauwend om het gif erin te werken. Met ingesloten kanalen was U. schneideri mogelijk in staat om gif op een vergelijkbare manier te injecteren als gifslangen. Net als gifslangen was hij mogelijk in staat om gif in zijn prooi te pompen via gifklieren en drukspieren. Omdat de kaken van U. schneideri echter niet bekend zijn, is er geen bewijs voor dergelijke klieren of spieren.